# ريو غراندي (فلم 1950)
ريو غراندي (بالإنجليزية: Rio Grande) هو فيلم أبيض وأسود رومانسي غربي أمريكي عام 1950، من إخراج جون فورد وبطولة جون واين ومورين أوهارا، يعتبر الفيلم الدفعة الثالثة من سلسة "ثلاثية الفرسان" لجون فورد، بعد إصدارين من فورت أباتشي (1948) و لبست الشريط الأصفر (1949). يلعب واين دور البطولة في جميع الأفلام الثلاثة ، مثل الكابتن كيربي يورك في فورت أباتشي ، ثم ككابتن ناثان بريتلز في لبست شريط الأصفر ، وأخيرًا كمقدم برتبة المقدم كيربي يورك في ريو غراندي، يشارك في الادوار المساعدة كل من بن جونسون ، كلود جارمان جونيور ، هاري كاري جونيور ، تشيل ويلز ، جي كارول نايش ، فيكتور ماكلاجلين ، جرانت ويذرز ، مجموعة الغناء الغربية أبناء الرواد وستان جونز.

## طاقم ممثلين
- جون واين في دور المقدم كيربي يورك
- مورين اوهارا في دور كاثلين يورك

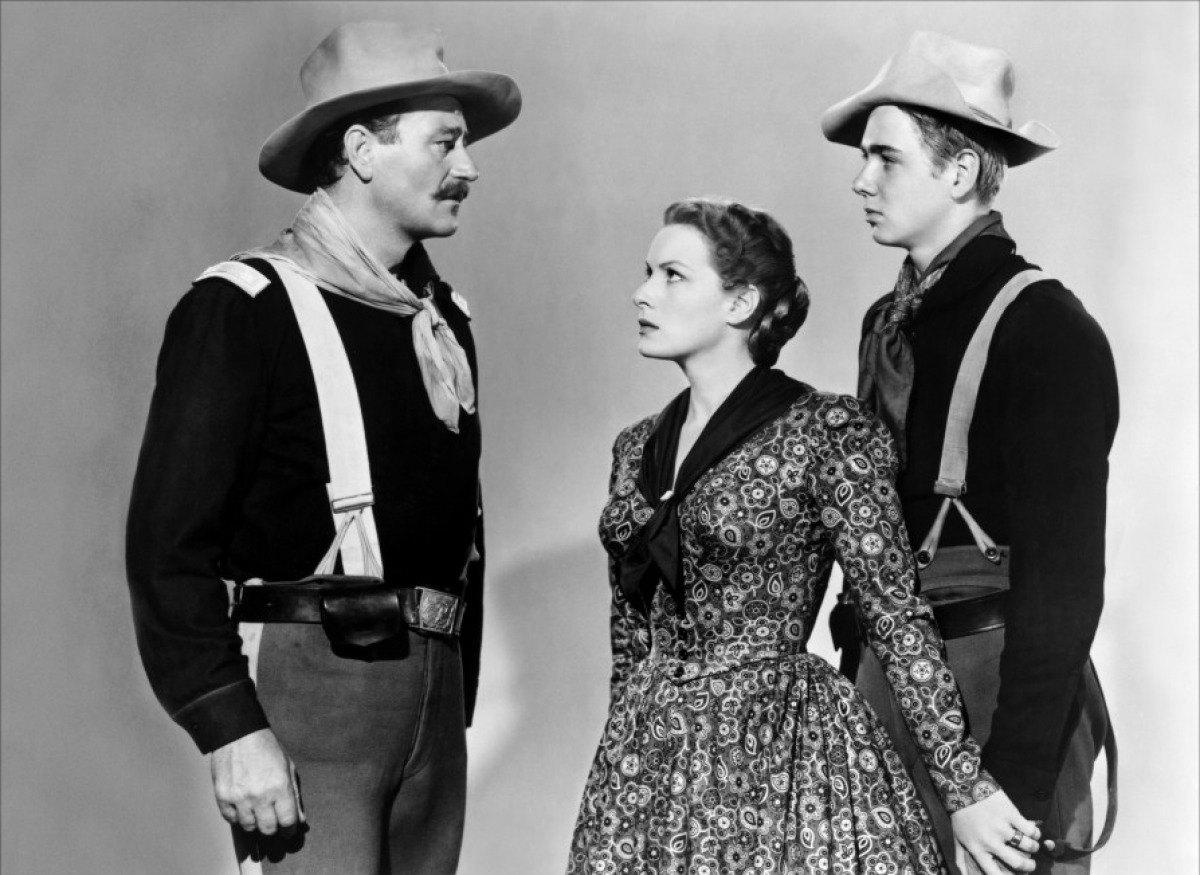
جون واين، مورين أوهارا وكلود جارمان جونيور في "ريو غراندي"

- بن جونسون في دور تروبر ترافيس تايري
- كلود جارمان جونيور في دور تروبر جيفرسون يورك
- هاري كاري جونيور في دور تروبر دانيال "ساندي" بون
- الوصايا الباردة في دور الدكتور ويلكينز ، جراح الفوج
- جيه. كارول نيش في دور عامة فيليب شيريدان
- فيكتور ماكلاجلين في دور رقيب أول كوينكانون
- جرانت ويذرز في دور نائب مشير
- أبناء الرواد في دور فرقة المطربين
- بيتر أورتيز في دور النقيب سانت جاك
- ستيف بندلتون في دور قائد بريسكوت
- كارولين غرايمز في دور مارغريت ماري
- ألبرتو مورين في دور ملازم مكسيكي
- ستان جونز في دور الرقيب
- فريد كينيدي في دور تروبر هاينز

## روابط خارجية
- Rio Grande  في قاعدة بيانات الأفلام على الإنترنت (بالإنجليزية)
- Rio Grande على موقع أول موفي.
- ريو غراندي (فلم 1950) في قاعدة بيانات تيرنر كلاسيك موفيز للأفلام.
- Rio Grande على فهرس معهد الفيلم الأمريكي